# Jason Goldberg
Pour les articles homonymes, voir Goldberg.
Jason Goldberg (né en 1972) est un producteur américain de cinéma.
Il est marié à Soleil Moon Frye, ensemble ils ont quatre enfants.

## Filmographie
- 1995 : Homage (en)
- 1995 : Cafe Society
- 1997 : A Brooklyn State of Mind (en) de Frank Rainone
- 1997 : Lovelife
- 1998 : Wild Horses
- 1999 : Love Lies Bleeding (en)
- 2003 : Punk'd : Stars piégées (série TV)
- 2004 : L'Effet papillon (The Butterfly Effect)
- 2004 : You've Got a Friend (série TV)
- 2005 : Beauty and the Geek (série TV)
- 2005 : Black/White (Guess Who)
- 2009 : Toy Boy